# Mir u Ništadu
Mir u Ništadu (šved. Freden i Nystad, rus. Ништадтский мир) potpisan je 1721. u današnjem finskom gradu Ništadu (šved. Nystad). Na osnovu ovog sporazuma, okončan je Veliki severni rat a Rusija je preuzela teritoriju Estonije, Livoniju i Ingriju, kao i veći deo Karelije a car Petar I Veliki zamenio Frederika I Švedskog, kao vladara tih oblasti. Mir je označio najavu ruskog preuzimanja uloge velike sile na mestu Švedske. Sukob sa drugim silama - Hanoverom, Pruskom i Danskom, Švedska je okončala Stokholskim sporazumima 1719. i 1720.